# Andreas Leimbach
Andreas Leimbach (* 27. Mai 1959 in Osnabrück) ist ein deutscher Unternehmer.

## Werdegang
Nach Schulabschluss und Wehrdienst bei der Bundesmarine begann Leimbach 1979 ein Studium der Betriebswirtschaftslehre an der Universität Paderborn und schloss es 1985 als Diplom-Kaufmann ab. Daraufhin studierte er teilfinanziert durch den DAAD postgradual an der University of Wisconsin–Madison, USA (MBA) mit den Schwerpunkten Finance und Marketing. Im Jahr 1989 promovierte er an der Universität Paderborn zum Dr. rer. pol. mit einer Arbeit zu Going Private-Transaktionen. 2019 wurde Leimbach in die „Hall of Fame“ der wirtschaftswissenschaftlichen Fakultät der Universität Paderborn aufgenommen.

## Aktivitäten im Bankensektor
Leimbach trat 1988 in die Dresdner Bank AG ein. Seine Tätigkeitsschwerpunkte lagen im Firmenkundengeschäft (Corporate Banking) und Investment Banking. Er war Experte im Bereich Structured Finance und Kapitalmarkt. 1996 war er etwa verantwortlich für die Arrangierung einer Konsortialfinanzierung für das bis dahin größte ausländische Direktinvestment in Ostdeutschland, AMD Saxony in Dresden (seit März 2009: Globalfoundries).
Bei der Dresdner Bank war er in verschiedenen Aufgabenbereichen im Firmenkundengeschäft und Investment Banking in Frankfurt am Main, London und Hamburg tätig. In der Zeit von 1990 bis 1993 war er persönlicher Mitarbeiter von Bernhard Walter (1987–2000 Mitglied des Vorstands der Dresdner Bank AG). Im Juli 2002 wurde er Vorsitzender der Geschäftsleitung Corporate Banking der Region Nord (Hamburg, Bremen, Schleswig-Holstein, Niedersachsen).
Der Aufsichtsrat der Dresdner Bank AG ernannte Leimbach im März 2005, mit Wirkung zum 15. November 2005, zum Mitglied des Vorstands der Bank. Zudem wurde er zum 1. Mai 2005 zum Generalbevollmächtigten der Dresdner Bank AG ernannt. Leimbach war damit der letzte intern rekrutierte Vorstand der Dresdner Bank AG. Sein faktisches Mandat währte allerdings nur neun Tage (bis zum 24. November 2005), da es zu einer Zusammenführung des Firmenkundengeschäfts und des Investmentbankings und damit zu einem Wegfall seines Ressorts kam. Ende 2006 schied er aus der Dresdner Bank aus. „Kaum ein anderer Banker hatte ohne eigenes Verschulden eine kürzere Amtszeit als er … Sein Abgang gilt intern als Beispiel für das Hin und Her in der Geschäftspolitik der Dresdner Bank unter der Ägide der Allianz.“ Im Jahr 2009 wurde die Dresdner Bank von der Commerzbank übernommen.
Der Aufsichtsrat der IKB Deutsche Industriebank AG berief Andreas Leimbach im April 2008 in den Vorstand. Er übernahm die Verantwortung für das Segment Firmenkunden (Unternehmensfinanzierung, Leasing, Private Equity). Leimbachs Berufung trug der großen Bedeutung des IKB-Kerngeschäftes mit Firmenkunden Rechnung. Die IKB gilt seit Juli 2007 allgemein als einer der Auslöser der weltweiten Finanzkrise. Leimbach leistete einen Beitrag zur Restrukturierung und Neuausrichtung der Bank. In seine Amtszeit fiel etwa der Übergang der Aktienmehrheit und der operativen Führung von der KfW Bankengruppe auf den US-Investor Lone Star Funds (November 2008). Zum Januar 2009 schied er auf eigenen Wunsch und aus persönlichen Gründen aus.
Danach arbeitete Leimbach freiberuflich als Berater, Referent, Investor und Aufsichtsrat. Obwohl Leimbach seit 2010 beruflich nicht mehr im Bankensektor tätig war, sondern sich auf Solarenergie konzentrierte, gab es im November 2015 Meldungen, nach denen er für die Nachfolge von Martin Blessing als Vorstandsvorsitzender der Commerzbank AG in Betracht gezogen worden sei. Im März 2016 ernannte der Aufsichtsrat der Commerzbank AG dann Martin Zielke, dessen Laufbahn wie die von Leimbach bei der Dresdner Bank AG begonnen hatte, zum Vorstandsvorsitzenden.

## Aktivitäten im Solarsektor
2010 war Leimbach Mitgründer der SolarKapital GmbH und wurde deren Geschäftsführer. Das Unternehmen investiert Eigenkapital und Know-how in Projekte des Solarsektors. Im August jenes Jahres gingen die ersten unter der Führung von Leimbach entwickelten und gebauten Photovoltaikanlagen auf Kreta in Betrieb. Weitere Anlagen auf Kreta, Rhodos, Korsika, dem griechischen Festland und in Deutschland folgten. Bis Ende 2023 stieg das von SolarKapital betriebene Portfolio auf mehr als 50 Photovoltaik-Anlagen an. 2022 nahm SolarKapital die Entwicklung von Photovoltaik-Anlagen in Deutschland, Frankreich und Griechenland wieder auf.

## Ehrenamtliche Aktivitäten und Mitgliedschaften
Leimbach ist unter anderem stellvertretender Vorsitzender des Verwaltungsrats der katholischen Kirchengemeinde St. Jakobus Frankfurt-Niederrad/Schwanheim/Goldstein und seit 1999 Vorstandsmitglied der Gerhard Trede Stiftung in Hamburg. 2009 war er Gründungsmitglied und Verwaltungsrat des Dresdner Alumni e. V., einem Ehemaligen-Netzwerk der Dresdner Bank. 2014 war dieser Verein Herausgeber von DreBuch – zur Unternehmenskultur der Dresdner Bank. Leimbach wirkte sowohl als Mitglied der Redaktion wie auch als Autor daran mit. 2019 wurde er zum Vorstandsvorsitzenden des Vereins gewählt. Leimbach ist Teilnehmer der Baden-Badener Unternehmergespräche, Mitglied der Atlantik-Brücke, des Bundes katholischer Unternehmer, des Paderborner Hochschulkreises und des Deutschen Kolpingwerks. Er ist daneben Mitglied bei Eintracht Frankfurt und dem VfL Osnabrück.

## SolarKapital-Stiftung
Zum zehnjährigen Bestehen der SolarKapital GmbH im Jahr 2020 war Leimbach Mitgründer der SolarKapital-Stiftung. Sie fördert vor allem Projekte im Bildungsbereich und bürgerschaftliches Engagement im In- und Ausland. Sie ist als gemeinnützig anerkannt. Zum vierköpfigen Vorstand gehören neben Leimbach Tobias Engelhardt, Lis Schmücker und Betina Fecker.
Ab 2021 förderte die Stiftung unter anderem den Neuaufbau eines Kinder-Handball-Teams beim SV Blau-Weiß Empor Wanzleben e.V. in Sachsen-Anhalt. 2022 förderte sie die Schwimmabteilung des VfL Osnabrück mit einem Stipendium für vier junge Leistungsschwimmer und Schwimmerinnen. Seit 2023 fördert sie unter anderem das „Kunstschulstipendium“ an der städtischen Musik- und Kunstschule Osnabrück und „Grips & Co.“, einen eingetragenen Verein zur Förderung hochbegabter Kinder und Jugendlicher. Seit 2023 ist die SolarKapital-Stiftung Mitglied im Stiftungsnetzwerk Bildung für die Region Osnabrück. 2024 wurde gemeinsam mit der Familie-Heidloff-Stiftung der mit 5000 Euro dotierte Horst-Gräfer-Preis vergeben. Daneben förderte die SolarKapital–Stiftung ein Obdachlosenprojekt in Madison (Wisconsin) und ermöglichte dem Eltern-Kind-Zentrum in Stuttgart, einen elektrischen Krippenwagen anzuschaffen.

## Publikationen
- Transactions in Corporate Control: An Empirical Investigation of the Nature, Determinants and Effects of Corporate Buyouts. Peter Lang, Lausanne / Frankfurt am Main 1989, ISBN 3-631-42106-0 (Dissertation)
- Unternehmensübernahmen im Wege des Management – Buyouts in der Bundesrepublik. In: Zeitschrift für betriebswirtschaftliche Forschung (ZfbF), Mai 1991, S. 540–564
- DreBuch – zur Unternehmenskultur der Dresdner Bank. Dresdner Alumni e. V. (Hrsg.), Frankfurt am Main 2014, S. 105–118.
- Mit mehr Energie: Solaranlage für das Béthel-Bildungszentrum im Tschad. St. Jakobus, Media-Magazin Februar 2018